# Albatros (production)
Pour les articles homonymes, voir Albatros.
Albatros est une société française de production audiovisuelle créée en 1922 par Alexandre Kamenka (1888-1969).

## La société de production
La société Albatros prit la suite de la société Ermolieff, fondée en 1920 par Ermolieff et Alexandre Kamenka, qui s'était établie dans les studios de Montreuil (Seine-Saint-Denis), avec l'aide de Pathé. Elle fut baptisée « Albatros », parce qu'Ermolieff et son équipe avaient quitté Yalta à bord d'un bateau portant ce nom. Privilégiant à l'origine les films tournés ou joués par des émigrés russes, elle produisit également, à partir de 1925, des films de réalisateurs français, notamment Jacques Feyder et Marcel L'Herbier.
C'est en 1958 que Ermolieff décide de liquider la firme.

## Films produits par Albatros
- 1922 : Nuit de carnaval de Viktor Tourjansky.

- 1923 :
  - Le Brasier ardent d'Ivan Mosjoukine ;
  - La Maison du mystère d'Alexandre Volkoff ;
  - Calvaire d'amour de Viktor Tourjansky.

- 1924 :
  - La Dame masquée de Viktor Tourjansky ;
  - Kean d'Alexandre Volkoff ;
  - Ce Cochon de Morin de Viktor Tourjansky ;
  - Les Ombres qui passent d'Alexandre Volkoff ;
  - Le Chiffonnier de Paris de Serge Nadejdine ;
  - L'Heureuse Mort de Serge Nadejdine ;
  - Le Lion des Mogols de Jean Epstein ;
  - La Cible de Serge Nadejdine.

- 1925 :
  - Le Nègre blanc de Serge Nadejdine, Nicolas Rimsky et Henry Wulschleger ;
  - Les Aventures de Robert Macaire de Jean Epstein ;
  - Paris en 5 joursde Nicolas Rimsky.

- 1926 :
  - Feu Mathias Pascal de Marcel L'Herbier ;
  - Gribiche de Jacques Feyder ;
  - Carmen de Jacques Feyder ;
  - Jim la Houlette, roi des voleurs de Pierre Colombier, Roger Lion et Nicolas Rimsky.

- 1927 :
  - La Proie du vent de René Clair ;
  - Nocturne de Marcel Silver ;
  - Le Chasseur de chez Maxim's de Roger Lion et Nicolas Rimsky.

- 1928 :
  - La Tour de René Clair, (Court-métrage) ;
  - Un chapeau de paille d'Italie de René Clair ;
  - La Comtesse Marie (La condesa María) de Benito Perojo ;
  - Les Deux Timides de René Clair.

- 1929 :
  - Les Nouveaux Messieurs de Jacques Feyder ;
  - Souris d'hôtel d'Adelqui Millar ;
  - Cagliostro - Liebe und Leben eines großen Abenteurers de Richard Oswald.

- 1930 : Le Procureur Hallers de Robert Wiene ;
- 1933 : La Femme invisible de Georges Lacombe.

- 1934 :
  - La Porteuse de pain de René Sti ;
  - Le Bossu (ou le petit Parisien) de René Sti.

- 1936 : Les Bas-fonds de Jean Renoir.
- 1937 : Le Messager de Raymond Rouleau.

## Documentaires
2017 : Albatros, les Russes blancs à Paris - 52 min, film de Alexandre Moix (avec Lenny Borger, Patrick Kamenka, Françoise Navailh, Andrei Korliakov, Alexandre Jevakhoff et la voix de Macha Meril) - diffusion Histoire.
2011:  Albatros, debout malgré la tempête  film de  Jérôme Diamant-Berger  et   Jean-Marie Boulet 